# Codonopsis pilosula
Codonopsis pilosula är en klockväxtart som först beskrevs av Adrien René Franchet, och fick sitt nu gällande namn av Johann Axel Nannfeld. Codonopsis pilosula ingår i släktet Codonopsis, och familjen klockväxter. Inga underarter finns listade i Catalogue of Life.

## Bildgalleri

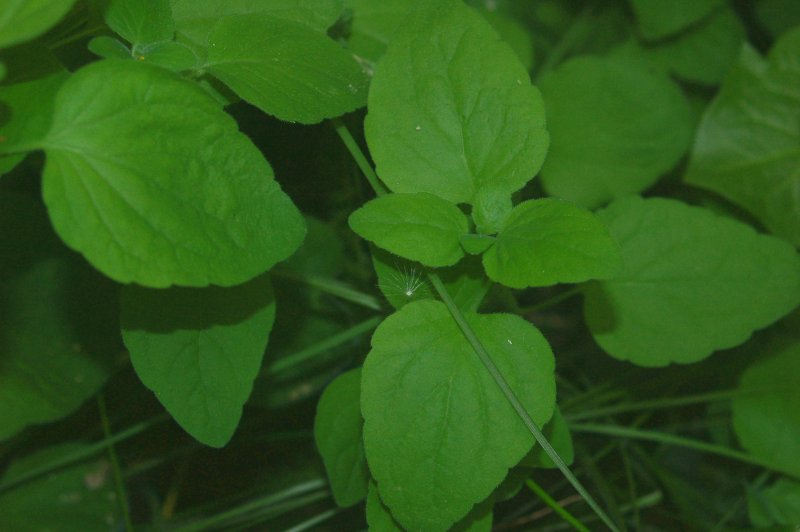
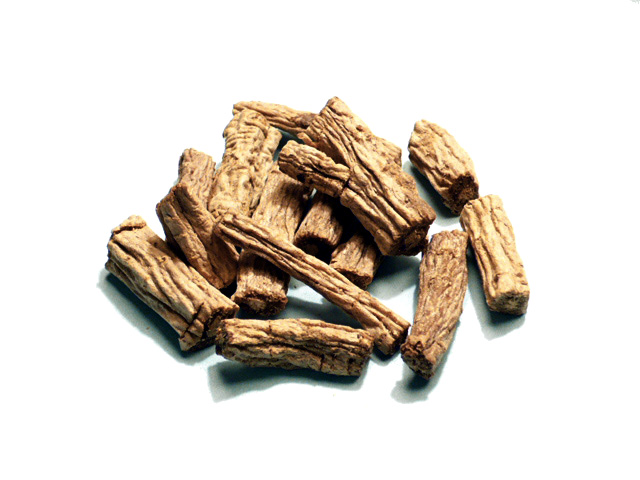
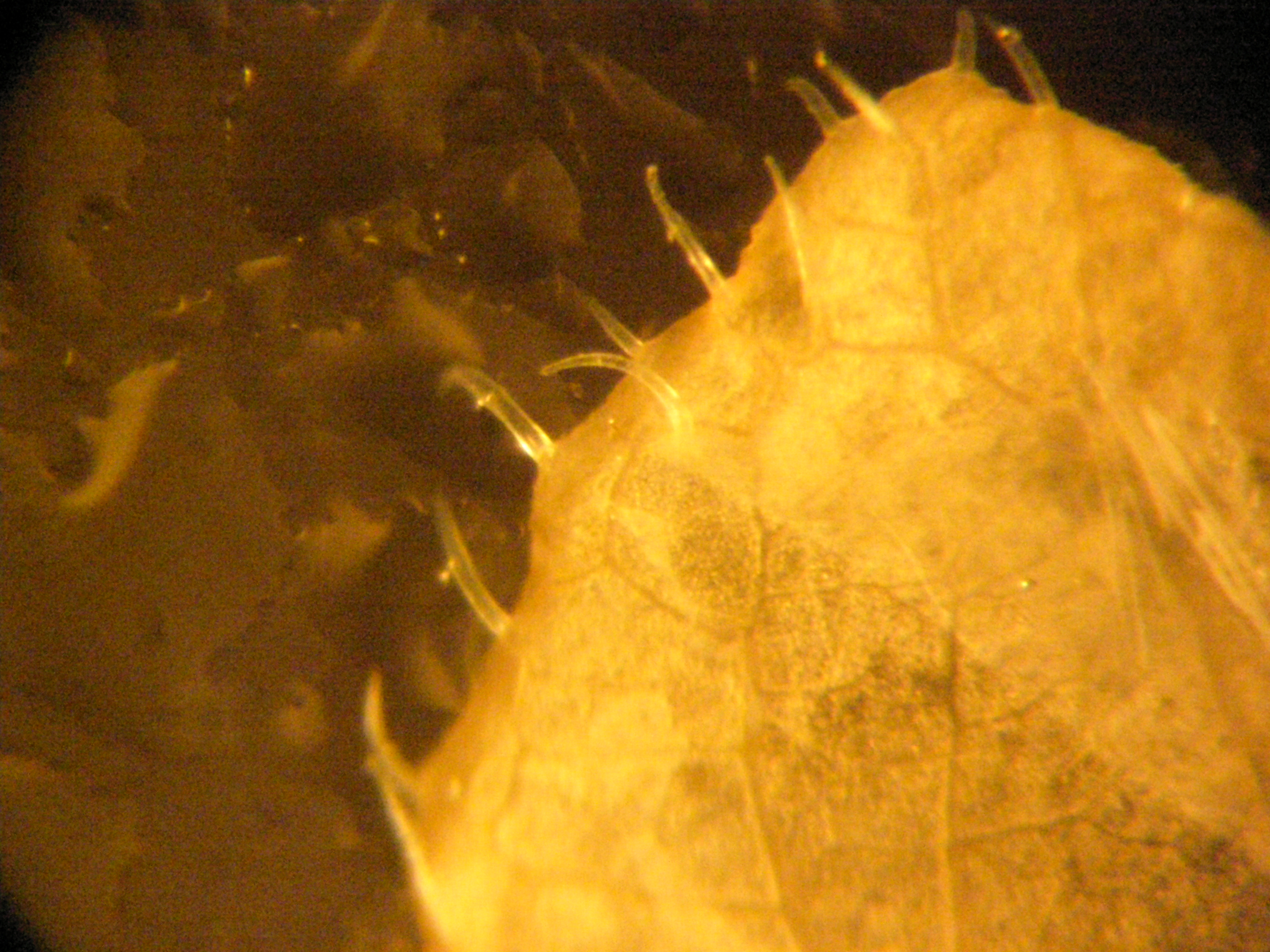
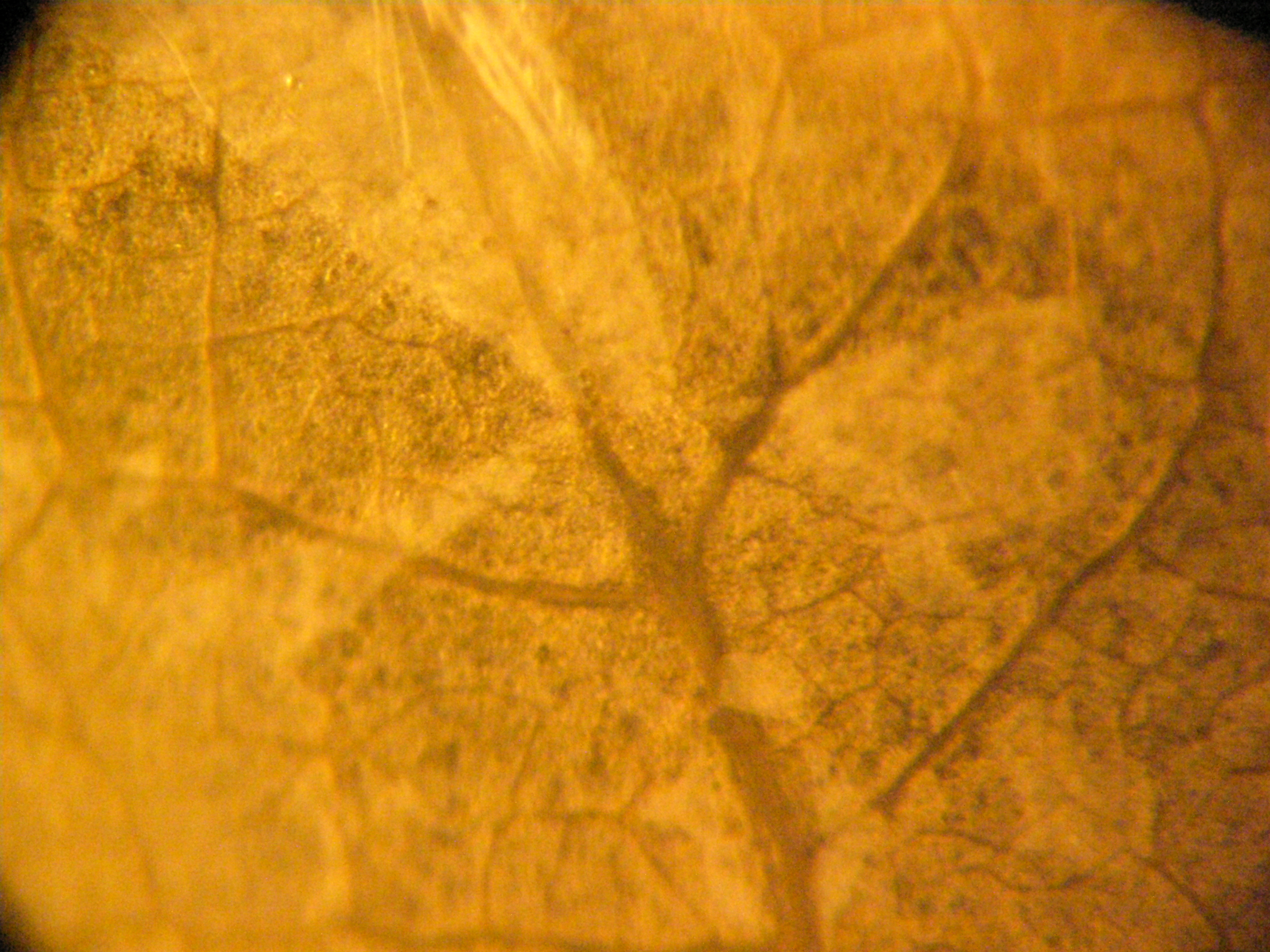